# Leopoldsburg
Leopoldsburg là một đô thị ở tỉnh Limburg. Tại thời điểm ngày 1 tháng 1 năm 2006,  Leopoldsburg có tổng dân số 14.403 người. Tổng diện tích là 22,49 km² với mật độ dân số 640 người trên mỗi km².